# Scotinella custeri
Scotinella custeri is een spinnensoort uit de familie van de Phrurolithidae.
De wetenschappelijke naam van de soort werd in 1951 gepubliceerd door Herbert Walter Levi.